# Französische Eishockeymeisterschaft 1913/14
Die Saison 1913/14 war die fünfte Spielzeit der französischen Meisterschaft, der höchsten französischen Eishockeyspielklasse. Meister wurde zum insgesamt vierten Mal in der Vereinsgeschichte der Club des Patineurs de Paris.

## Meisterschaftsfinale
- Chamonix Hockey Club – Club des Patineurs de Paris 0:14